# Улу-Юльское сельское поселение
Улу-Юльское се́льское поселе́ние — муниципальное образование в Первомайском районе Томской области Российской Федерации.
Административный центр — посёлок Улу-Юл.

## История
Статус и границы сельского поселения установлены Законом Томской области от 10 сентября 2004 года № 204-ОЗ О наделении статусом муниципального района, сельского поселения и установлении границ муниципальных образований на территории Первомайского района.

## Население
| 2002  | 2010  | 2012  | 2013  | 2014  | 2015  | 2016  |
| ----- | ----- | ----- | ----- | ----- | ----- | ----- |
| 2483  | ↘2364 | ↘2321 | ↘2297 | ↘2268 | ↘2217 | ↘2183 |
| 2017  | 2018  | 2019  | 2020  | 2021  |       |       |
| ↘2126 | ↘2071 | ↘2039 | ↗2046 | ↘1851 |       |       |

## Состав сельского поселения
| № | Населённый пункт | Тип населённого пункта          | Население |
| - | ---------------- | ------------------------------- | --------- |
| 1 | Альмяково        | село                            | ↘215      |
| 2 | Апсагачево       | село                            | ↘117      |
| 3 | Аргат-Юл         | посёлок                         | ↘237      |
| 4 | Совхозный        | посёлок                         | ↘2        |
| 5 | Улу-Юл           | посёлок, административный центр | ↘1280     |